# Chevaliers de la table ronde (cercle littéraire)
Pour les articles homonymes, voir Chevaliers de la Table ronde (homonymie).
Les Chevaliers de la table ronde était le nom d'un cercle littéraire du XVIIe siècle auquel ont appartenu entre autres :
- François Charpentier
- Antoine Furetière
- Jean de La Fontaine
- François de Maucroix
- Paul Pellisson
- Antoine de Rambouillet de La Sablière (époux de Marguerite Hessein de La Sablière)
- Gédéon Tallemant des Réaux
- François Cassandre